# Atenção, Creuzebek: a Baixaria Continua!
Atenção, Creuzebek: A Baixaria Continua é uma coletânea póstuma do grupo brasileiro Mamonas Assassinas, lançada em 1998, após dois anos da morte da banda.
O disco é formado basicamente por versões ao vivo das canções do único álbum de estúdio da banda, extraídas de um show em São Paulo.
Completam o álbum três canções de estúdio excluídas do primeiro álbum: as inéditas "Joelho" (composta quando a banda ainda se chamava Utopia) e "Onon Onon", além de uma versão em espanhol de "Pelados em Santos", intitulada "Desnudos en Cancún".
As três canções inéditas do álbum tornaram-se singles promocionais no ano de lançamento do CD (1998).
Além disto, há uma vinheta, intitulada "Belchi", em que o tecladista Júlio Rasec satiriza o estilo vocal do cantor Belchior.

## Faixas
| N.º | Título                                                           | Compositor(es)                                      | Duração |  |
| 1.  | "1406"                                                           | Dinho Júlio Rasec                                   |         |  |
| 2.  | "Joelho"                                                         | Samuel Reoli                                        |         |  |
| 3.  | "Chopis Centis (A Cores)"                                        | Dinho Rasec                                         |         |  |
| 4.  | "Vira-Vira (À Portugesa)"                                        | Dinho Rasec                                         |         |  |
| 5.  | "Sabão Crá-Crá (The Mad Ku-Ku) (À Putanesca)"                    | desconhecido                                        |         |  |
| 6.  | "Desnudos En Cancún (versão em espanhol de "Pelados em Santos")" | Martim Cardoso Dinho Bento Hinoto Rick Bonadio Peta |         |  |
| 7.  | "Onon Onon"                                                      | Dinho Rasec Hinoto Sérgio Reoli Samuel Reoli        |         |  |
| 8.  | "Belchi (Não Se Anime É Só uma Vinheta)"                         | Dinho Rasec                                         |         |  |
| 9.  | "Uma Arlinda Mulher (Ao Molho Pardo)"                            | Dinho Hinoto                                        |         |  |
| 10. | "Jumento Celestino (À Milanesa)"                                 | Dinho Hinoto                                        |         |  |
| 11. | "Pelados em Santos (À Marinara)"                                 | Dinho                                               |         |  |

## Músicos

### Integrantes da banda
- Dinho – voz
- Bento Hinoto – guitarra e violão
- Samuel Reoli – baixo
- Júlio Rasec – teclado
- Sérgio Reoli – bateria

### Músicos convidados
- Rick Bonadio – teclados e guitarras adicionais
- Júnior Lanne – baixo ("Onon Onon")
- Cesar do Acordeon – acordeon ("Jumento Celestino")
- Paquito – trompete ("Desnudos en Cancún")